# Nymphaea heudelotii
Nymphaea heudelotii ist eine Pflanzenart aus der Gattung der Seerosen (Nymphaea) innerhalb der Familie der Seerosengewächse (Nymphaeaceae). Diese Wasserpflanze kommt vom tropischen Westafrika bis Uganda und Botswana vor.

## Beschreibung

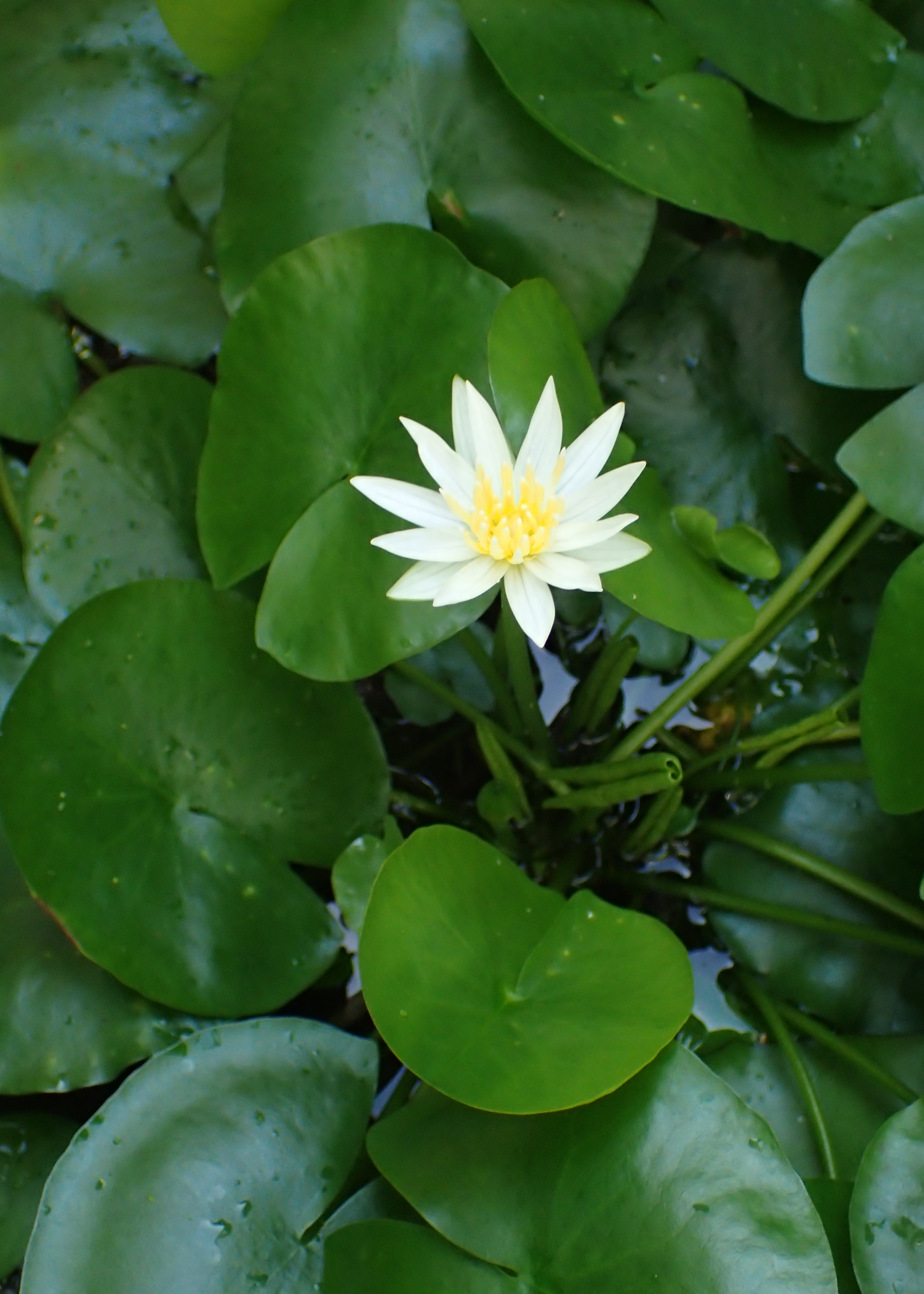
Laubblätter und Blüte eines im Botanischen Garten und Botanischen Museum Berlin kultivierten Exemplars

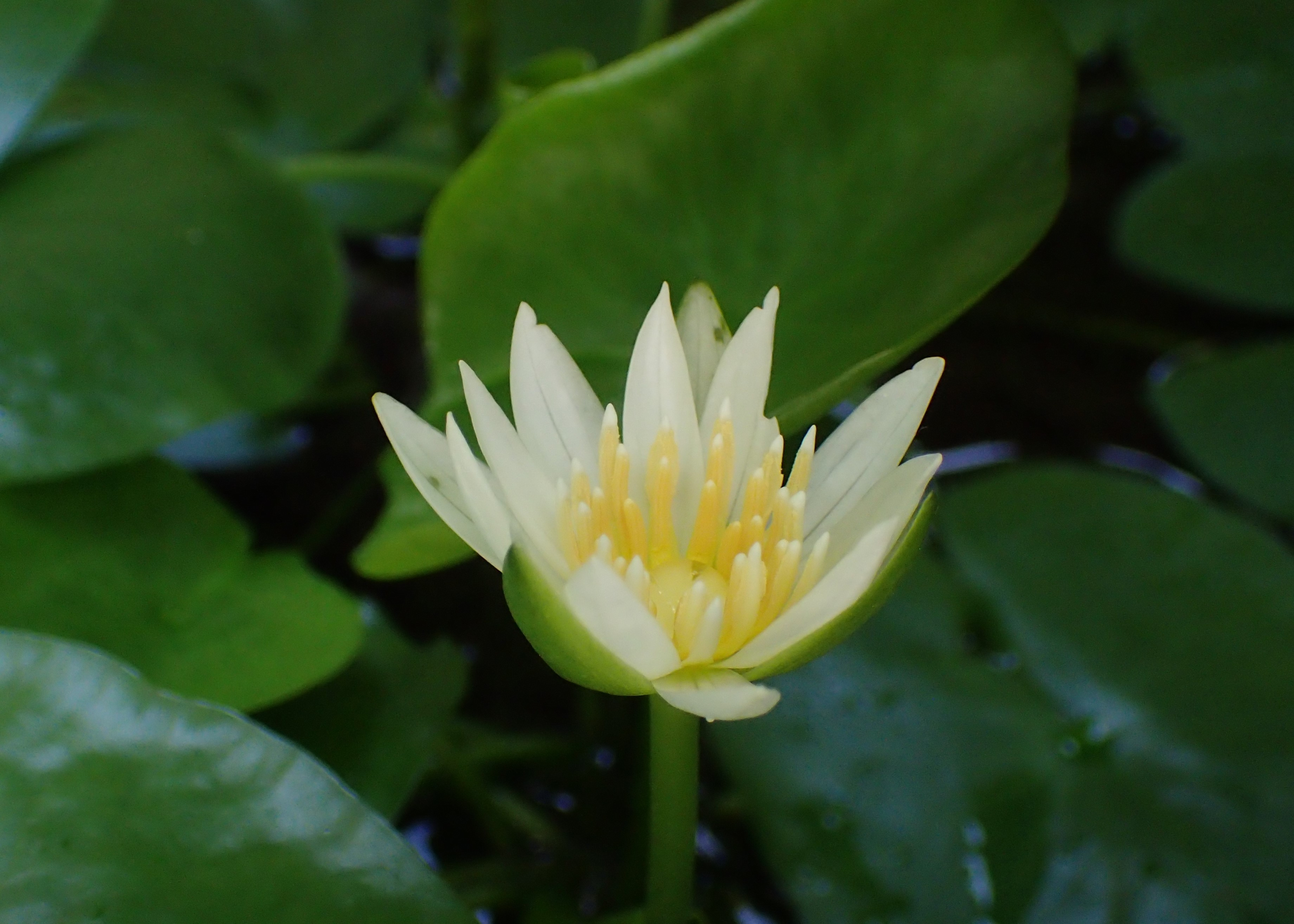
Blüte in Seitenansicht

### Vegetative Merkmale
Nymphaea gardneriana ist eine ausdauernde krautige Pflanze und bleibt relativ klein. Die Rhizome sind 1 cm breit sowie länglich.
Die Laubblätter sind in Blattstiel und -spreite gegliedert. Die schlanken Blattstiele sind 20 cm lang. Die ganzrandige Blattspreite ist eiförmig bis rund. Die Blattoberseite ist rötlich. Die Blattunterseite rot gefärbt uns violett gefleckt. Die Lappen des Blattes haben eine gerundete Spitze.

### Generative Merkmale
Der Blütenstiel ist 30 cm lang und erhebt die Blüten 5 cm über die Wasseroberfläche. Die Blüten duften süßlich. Die relativ kleinen blauen bis weißen Blüten weisen einen Durchmesser von 3–5 Zentimetern auf. Es sind 11–16 Staubblätter vorhanden. Vier bis zehn Fruchtblätter sind zu einem Fruchtknoten verwachsen.
Die Frucht ist rund. Die elliptisch-kugeligen Samen weisen eine glatte Oberfläche auf.

## Zytologie
Die Chromosomenzahl beträgt n = 14. Die Chloroplastengenome von Nymphaea thermarum und Nymphaea heudelotii sind identisch.

## Taxonomie
Das Typusexemplar wurde 1837 von M. Heudelot im Senegal gesammelt und als Teil der Sammlung des Muséum national d’histoire naturelle in Frankreich hinterlegt.
Die Erstbeschreibung von Nymphaea heudelotii erfolgte 1853 durch Jules Émile Planchon in Énumération succincte des espèces de la famille des Nymphéacées. Revue Horticole, 8:119; (Paris) Séries 4, 2, S. 65.
Synonyme für Nymphaea heudelotii Planch. sind: Nymphaea baumii Rehnelt & F.Henkel, Nymphaea erici-rosenii R.E.Fr., Nymphaea heudelotii var. nana Conard, Nymphaea pseudopygmaea Lehm.

## Vorkommen und Gefährdung
Nymphaea heudelotii ist im tropischen Afrika weitverbreitet. Es gibt Fundortangaben für Angola, Benin, Botswana, Burkina Faso, Burundi, Kamerun, den Tschad, die Zentralafrikanische Republik Kongo, die Demokratische Republik Kongo, die Elfenbeinküste, Äquatorialguinea, Guinea, Guinea-Bissau, Gabun, Gambia, Ghana, Liberia, Malawi, Mali, Niger, Nigeria, Ruanda, Senegal, Sierra Leone, Südsudan, Sudan, Togo, Uganda, Sambia sowie Simbabwe.
Nymphaea heudelotii gedeiht in kleinen Seen, Flüssen, feuchten Grassavannen, Auwäldern und in Fließgewässern vor. In flachen Teichen in der saisonalen Feuchtsavanne Gabuns kommt sie sympatrisch mit Websteria confervoides, Nymphoides forbesiana, Eriocaulon nadjae, und Utricularia benjaminiana vor. In Höhenlagen von etwa 1850 Metern kommt Nymphaea heudelotii in kleinen Tümpeln in Sphagnum-Sümpfen vor.
In der Roten Liste gefährdeter der gefährdeten Arten der IUCN gilt Nymphaea heudelotii seit 2020 als LC = „Least Concern“ = „nicht gefährdet“. Dies wird begründet dadurch, dass Nymphaea heudelotii zwar weitverbreitet ist, aber durch Trockenheit an manchen Fundorten durch periodische Trockenheit die Bestände abnehmen, dennoch ist sie an vielen Fundorten häufig anzutreffen.